# ۱۰۳ (عدد)
۱۰۳ (عدد)
۱۰۳(صد و سه) یک عدد طبیعی است که بعد از ۱۰۲ و قبل از ۱۰۴ قرار دارد.